# Sounds That Can’t Be Made
Sounds That Can’t Be Made (englisch für „Klänge, die man nicht herstellen kann“) ist das 17. Studioalbum der britischen Progressive-Rock-Band Marillion. Die CD wurde im September 2012 veröffentlicht.

## Entstehung
Wie schon die Alben Anoraknophobia, Marbles und Happiness Is the Road wurde die Entstehung von Sounds That Can’t Be Made von einer Pre-Order-Kampagne begleitet, die im April 2012 bekannt gegeben wurde.

## Inhalt
Bis auf Pour My Love, dessen Text von John Helmer stammt, sind alle Texte von Steve Hogarth. Das lange Stück Gaza ist aus der Sicht eines in Gaza aufwachsenden Jungen geschrieben, und beschreibt dessen Situation, Hoffnungen und Träume. Wie schon David Gilmour und Roger Waters unterstützen Marillion die „Hoping Foundation“ (Hope and Optimism for Palestinians in the Next Generation). Steve Hogarth schreibt dazu:

„This is a song for the people – especially the children – of Gaza. It was written after many conversations with ordinary Palestinians living in the refugee camps of Gaza and the West Bank. I spoke also to Israelis, to N.G.O workers, to a diplomat unofficially working in Jerusalem, and took their perspectives into account whilst writing the lyric.
 It is not my/our intention to smear the Jewish faith or people – we know many Jews are deeply critical of the current situation – and nothing here is intended to show sympathy for acts of violence, whatever the motivation, but simply to ponder upon where desperation inevitably leads.
 Many Gazan children are now the grandchildren of Palestinians BORN in the refugee camps – so called ‚temporary‘ shelters. Temporary for over 50 years now..

Gaza is today, effectively, a city imprisoned without trial. We ask you to add your voice to those already campaigning and lobbying for a peaceful and urgent resolution to this desperately unfair situation.
 Please check out the ‚Hoping‘ foundation (www.hopingfoundation.org) which provides facilities and materials for Palestinian children enabling them to play, to learn, and to express themselves through art, music, and the performing arts.
 Help if you can. To dream, might not after all, be just a dream.“

## Cover
Das Cover wurde von Simon Ward entworfen. Die künstlerische Gestaltung der Bücher der Luxusausgabe oblag vielen verschiedenen Künstlern, unter anderem Antonio Seijas, Simon Ward und Andy Wright.

## Titelliste
1. Gaza – 17:30
2. Sounds That Can’t Be Made – 07:16
3. Pour My Love – 06:02
4. Power – 06:06
5. Montreal – 14:04
6. Invisible Ink – 05:47
7. Lucky Man – 06:58
8. The Sky Above the Rain – 10:33

## Luxusausgabe
Die „Deluxe Campaign Edition“ enthält neben der CD ein 128-seitiges Buch mit Bildern/Fotos und den Songtexten sowie eine DVD mit Bandinterviews und einigen Songs die im Racket Club live gespielt wurden.

## Offizielle Youtube-Veröffentlichungen
Am 17. Juli 2012 wurde zu Promotionszwecken im YouTube-Kanal der Band der Song Power veröffentlicht. Am 10. August 2012 folgte ein Trailer für das Album. Am 4. September 2012 wurde eine Version in niedriger mp3-Qualität des Songs Gaza veröffentlicht, mit der Bitte die „Hoping Foundation“ zu unterstützen.

## Kritiken
„… der Marillionist in mir flippt nicht völlig aus. Das abschließende ‚The Sky Above the Rain‘ trägt zwar einen schönen Titel und wurde im Vorfeld häufig als Höhepunkt bezeichnet, isser aber nicht. Nene. Ich liebe Hogarths oftmals an der Grenze zum Peinlichen befindlichen Darbietungen (gesanglich, textlich), doch das Finale ist dann selbst mir eine Nummer zu kitschig. Muss ich mir ‚The Sky Above the Rain‘, menno, was’n geiler Name, einfach noch schön hören? Die Zeit wird’s zeigen. ‚Gaza‘ und ‚Montreal‘ sind Killer, ‚The Sky Above the Rain‘ ist Kitsch! […] Man wird ‚Sounds That Can't Be Made‘ zurecht auf eine Stufe mit ‚Marbles‘ stellen. Zwar gibt es keinen Über-Song a la ‚The Invisible Man‘, kein bewegendes Finale wie ‚Neverland‘ und kein Remake von ‚Fantastic Place‘. Doch Songs wie ‚Gaza‘, ‚Montreal‘, ‚Pour My Love‘ und der Titelsong werden sich ebenfalls zu Klassikern entwickeln.“

„Positiv bleiben von ‚Sounds That Can't Be Made‘ höchstens ein paar wenige Gitarrensoli sowie die wütenden Ausbrüche in ‚Gaza‘ in Erinnerung. Ansonsten dringen Marillion auf ihrem Erkundungsflug in Galaxien der Langweile vor, die nie ein Mensch zuvor gesehen hat. Solche Musik weiterhin als Prog-Rock zu bezeichnen, ist schon starker Tobak. Marillion bewegen sich auf gut ausgebauten Straßen, die über vierzig Jahre von jedem Stolperstein und Schlagloch befreit wurden. Kein Hinderniss fährt ihnen in die Parade. Kein neuer Gedanke kommt ihnen in die Quere. Alles läuft nach Plan. Das ist kein Prog-, das ist Kaffeefahrt-Rock. Spielt man ihn rückwärts, bekommt man eine Heizdecke angedreht.“

„‚Sounds That Can't Be Made‘ ist im Ganzen ein toll produziertes, aber letztlich laues Album mit viel softem Poprock, einigem langem softem Poprock und einigen wenigen Prog-Zutaten. Die Fans werden sicherlich hingerissen sein, müssen sie auch, immerhin haben sie’s finanziert. Ich aber nicht und darum halte ich, ganz der Häretiker, die Scheibe für ganz okay, aber weit weg von hervorragend.“

„Album opener Gaza might well prove to be one of the most controversial tracks of Marillion’s career – not for its musical content, but for its lyrics and themes. Directly tackling the conflicts between Israel and the Palestinians is a profoundly difficult tightrope to walk, but to Steve Hogarth’s credit his lyrics are unusually nuanced when it comes to rock songs about Gaza. […] In short, if you're a fan of H-era Marillion and consider Marbles to be one of their better albums, you're highly likely to see this one as a return to form.“

„Um direkt auf den Punkt zu kommen: Nach dem etwas dem Klang-entrümpelten Song-Recycling Less is More ist Sounds That Can’t Be Made eine Rückkehr zu dem was Marillion am besten können. Die acht neuen Songs ergeben zusammen eins der interessantesten und besten Alben ihrer langen Karriere.“

„Wenn man das Album als Gesamtwerk betrachtet, fällt wiedereinmal der hohe Grad an musikalischer Finesse auf. Produktionstechnisch lässt Sounds that can't be Made keine Wünsche offen. Viele der Songs sind nicht so leicht zugänglich wie von ‚This Strange Engine‘ oder ‚Marbles‘ und es herrscht auch eine durchaus düstere Grundstimmung vor, welche schon beim Vorgänger zu hören war. Dies kann Neulinge etwas abschrecken. Eines ist sicher, je öfter man es hört, umso mehr wächst es. Fakt ist auch, live werden die Songs auch nochmal stark an Qualität gewinnen !“